# Florent Caelen
Florent Caelen, född 1 mars 1989, är en friidrottare från Belgien. Han deltog vid olympiska sommarspelen 2016.